# Рогачёв, Александр Григорьевич
Александр Григорьевич Рогачёв (14 ноября 1949 года — 28 сентября 2014, Москва) — советский и российский композитор, профессор, преподаватель музыкально-теоретических дисциплин, член Правления Союза московских композиторов, Лауреат Специальной Премии Всероссийского Конкурса композиторов.

## Биография
Александр Рогачёв — автор инструментальной музыки, эстрадных песен. В песенном жанре сотрудничал с такими поэтами, как Евгения Давиташвили, Алексей Митрофанов, Ольга Куланина, нередко писал музыку на собственные стихи.. Александр Рогачёв являлся  автором «Системного курса гармонии джаза (теория и практика)». Жил и работал в Москве.

## Песни
- «Корабль» (слова Рабиндраната Тагора), исполняет Николай Караченцов
- «Весёлая компания» (слова Алексея Митрофанова), исполняет Николай Караченцов
- «Мой деловой мужчина» (слова Ольги Куланиной), исполняет Ксения Георгиади